# Къриър енд Айвс
Къриър енд Айвс (на английски: Currier and Ives) е американска печатарска фирма, съществувала от 1835 до 1907 година. Базирана в Ню Йорк, тя става известна в цялата страна с евтините и масово произвеждани литографии с актуални ежедневни сцени (портрети, конни надбягвания, кораби, сражения и други).
Къриър енд Айвс е основана през 1835 година от Натаниъл Къриър, дотогава печатар във фирмата Стодарт енд Къриър, като първоначално носи само неговото име. През 1852 година счетоводител на фирмата става Джеймс Мерит Айвс, който от 1856 година е пълноправен съдружник. Двамата работят там до смъртта си, съответно през 1888 и 1895 година.
За времето на своето съществуване Къриър енд Айвс произвежда над 1 милион копия на литографии. Много от тях са ръчно оцветени, като за тази цел е използвана конвейерна организация, при която всеки цвят се нанася от различен човек. С развитието на офсетовия печат и фотолитографията в края на XIX век търсенето на литографии постепенно намалява и фирмата е закрита през 1907 година.
Днес оригиналните литографии на Къриър енд Айвс са ценени от колекционерите, а съвременни репродукции често се използват с декоративни цели или в коледни картички.